# Медресе Чукур
Медресе Чукур (Катта Ходжа) (узб. Chuqur madrasasi) — медресе в историческом центре Бухары (Узбекистан), воздвигнутое в XVIII веке (или в XIX веке) в эпоху правления представителей узбекской династии Аштарханидов (или Мангытов). Расположено на улице им. Х. Ашурова махалли им. Мирзо Улугбека.
Архитектурный памятник входит в «Национальный перечень объектов недвижимости материального культурного наследия Узбекистана». В настоящее время является объектом туристического показа.
Государственная программа предусматривала капитальное восстановление медресе в 2010 году.